# Médecine tropicale
 (avril 2021).
Si vous disposez d'ouvrages ou d'articles de référence ou si vous connaissez des sites web de qualité traitant du thème abordé ici, merci de compléter l'article en donnant les références utiles à sa vérifiabilité et en les liant à la section « Notes et références ».
La médecine tropicale est une branche de la médecine consacrée aux affections typiques des zones tropicales (les « maladies tropicales »).
Elle concerne ces zones elles-mêmes mais aussi et de plus en plus le monde entier, en raison de  la mondialisation et l’accélération des transports de biens et personnes, qui contribuent à diffuser sur toute la planète des pathogènes et leurs vecteurs, plusieurs maladies émergentes étant en outre susceptibles de prendre un caractère pandémiques durable (comme le SIDA dû au VIH ou peut-être la grippe aviaire). Avec des ONG comme Médecins du monde, Médecins sans frontières et la Croix-Rouge internationale, et sous l'égide de l'OMS, elle est devenue un élément à part entière de l'aide humanitaire.

## Histoire
Il y a toujours eu des remèdes locaux et pratiques médicales spécifiques aux zones tropicales.
Une spécialité médicale scientifique et spécifique semble s'être développée hors des zones tropicales elles-mêmes dès le début des grandes explorations, aux époques gréco-romaines, mais surtout en occident au début des grandes périodes de colonisation. Garcia da Orta (1500-1568) en est ainsi considéré comme un précurseur, en tant qu’auteur du premier traité de médecine tropicale, au XVIe siècle.
Une grande attention sera ensuite portée à cette spécialité par les armées coloniales (il existait par exemple en France un service de santé des troupes coloniales, disposant déjà à Marseille d’une école d’application, dite "École du Pharo"). Au XIXe siècle, les domaines en plein développement de l’hygiène et la santé publique s'y intéressent aussi mais ce sont les hôpitaux militaires qui ont le plus de moyens pour travailler sur ces sujets. En 1907, Charles Louis Alphonse Laveran fonde en France la Société de pathologie exotique qu'il dirigea durant 12 ans. Grâce à son prix Nobel de physiologie et de médecine (récompensant ses recherches sur les protozoaires comme agents infectieux), il créera à l'institut Pasteur un laboratoire "des maladies tropicales" où convergeront des données de parasitologie humaine, échantillons et observations venus de toute la planète.
Les armées impliquées dans les deux guerres mondiales en seront dépendants, par nécessité, pour protéger leurs soldats dispersés dans le monde entier et fréquemment victimes de maladies qu'on ne sait pas encore bien identifier ni soigner.
Enfin, dans la seconde partie du XXe siècle, la guerre froide et sa course aux armements (en particulier armes bactériologiques seront à l’origine d’institutions actuelles tels que les Centers for Disease Control and Prevention aux États-Unis ou de nombreux instituts de médecine tropicale dont l'Institut de médecine tropicale à Anvers (en Belgique) ou l'Institut de médecine tropicale du Service de santé des armées (en France), antérieurement destinés à protéger les soldats de maladies tropicales (inconnues ou connues) et à protéger la population d’une éventuelle utilisation bioterroriste de microbes ou parasites tropicaux.
À la fin du XXe siècle, c'est une discipline qui soigne de plus en plus de gens, en particulier touristes revenant des zones tropicales.
Relations entre militaire et civil : Cette discipline assez peu soutenue par les grands laboratoires pharmaceutiques en raison de marchés peu solvables dans les pays pauvres, s’est peu à peu développée dans le domaine de la recherche civile, parallèlement à l’épidémiologie tropicale et peu à peu à l’écoépidémiologie et à l’entomologie tropicale.

Les centres de formation et de recherche se sont surtout développés dans les capitales et dans certains hôpitaux et universités dont certains services se sont spécialisés ; essentiellement dans les capitales et grandes villes de certains pays pauvres tropicaux, et surtout dans les pays riches où les matériels et laboratoires spécialisés sont plus accessibles.

Un volet médecine d'urgence existe au sein de la médecine tropicale, mis en jeu notamment dans le cadre des actions d'aide humanitaire après les grandes catastrophes naturelles, guerres, guerres civiles.

## Contenus
Ils incluent, dans la mesure où elles sont spécifiquement tropicales ou qu'elles le sont devenues ;
- les maladies transmissibles (généralement infectieuses)
- les maladies non transmissibles (par exemple ayant pour origine des carences nutritionnelles)
- les questions de médecine préventive spécifiques aux zones tropicales

C'est une médecine en évolution constante : Depuis les années 1970, on a presque découvert un nouvel agents infectieux exclusivement ou pour partie "tropical" par an, et ceci dans tous les domaines médicaux ;
- bactériologie (Helicobacter pylori, 1983),
- parasitologie (microsporidies, 1985),
- virologie (VIH-1 en 1983, VIH2 en 1985, H5N1 HP en 2003).
- mycologie (Penicillium marneffi, 1992)

L'attention est surtout portée sur les maladies infectieuses (dont paludisme, sida, tuberculose (8 800 000 nouveaux cas par an, à 95 % dans les pays en voie de développement)) qui font l'objet d'une lutte coordonnée par l'OMS, avec un fonds spécifique international lancé à Ahudja par l’ONU en avril 2001, parce que ces maladies sont les premières causes de mortalités en zone tropicale et qu'elles posent de plus en plus de problèmes de résistance nosocomiales.

Des pathologies réapparaissent après avoir reculé ; c'est le cas de la fièvre jaune en Afrique, de l'Ouest notamment, avec le risque d'exportation de la maladie via les transports aériens. C'est aussi le cas de la Trypanosomiase humaine africaine (THA, ou « Maladie du Sommeil » qui réapparait fortement en République démocratique du Congo, Soudan du Sud, Angola et dans certains pays riverains).

D'autres maladies se développent rapidement, dont le SIDA, et l'Hépatite virale B (HVB) (qui infecte annuellement 2 milliards de personnes par an, dont 360 000 000 de manière chronique avec 600 000 morts par an).

Des virus émergents tels que le H5N1 HP font l'objet d'une attention soutenue également, non en raison du nombre de morts qui reste (mi 2007) très limité, mais du risque pandémique lié à la grippe aviaire.

## Personnalités, puis ONG...
C'est une médecine qui a d'abord été porté par des personnalités. De nombreux précurseurs ont dans chaque pays contribué à développer cette spécialité dont Jacques de Bondt et Willem Piso médecins du XVIIe siècle jusqu'à Alphonse Laveran (1845-1922), qui explique le paludisme et contribuera au recul du paludisme dans le sud de la France par la démoustication, ainsi qu'au développement des compétences de l'Institut Pasteur en matière de médecine tropicale.

La Croix-Rouge puis d’autres ONG (Médecins sans frontières, Vétérinaires sans frontières) poursuivent le travail de terrain entamé par des pionniers de la  médecine tropicale tels qu’Albert Schweitzer ou Patrick Manson (1844-1922).